# Евген Чолий
Евген Ярославович Чолий (на украински: Евген Ярославович Чолій) е канадски адвокат от украински произход. Президент на Световния конгрес на украинците в периода от 2008 до 2018 г. Д-р Хонорис кауза на Национален университет „Лвовска политехника“ (2016). От 2020 г. е почетен консул на Украйна в Монреал, Канада.

## Биография
Евген Чолий е роден през 1959 г. в град Монреал, Канада. През 1982 г. става член на адвокатската колегия на Квебек и старши партньор на една от най-големите адвокатски кантори в Квебек, Лавъри, де Били, която има повече от 200 адвокати. Правната му практика включва корпоративни и търговски дела и дела за несъстоятелност и финансово преструктуриране. Като професионален адвокат той се е явявал пред Върховния съд на Канада и съдилищата на Квебек на различни нива.
От 2012 г. попада в указателя „Най-добри адвокати“, който е една от най-старите и уважавани публикации в областта на правото, в нейните сфери на практика.